# Michelau in Oberfranken
Michelau là một đô thị thuộc huyện Lichtenfels trong bang Bayern nước Đức. Đô thị Michelau in Oberfranken có diện tích 19,36 km², dân số thời điểm ngày 31 tháng 12 năm 2006 là 6790 người.

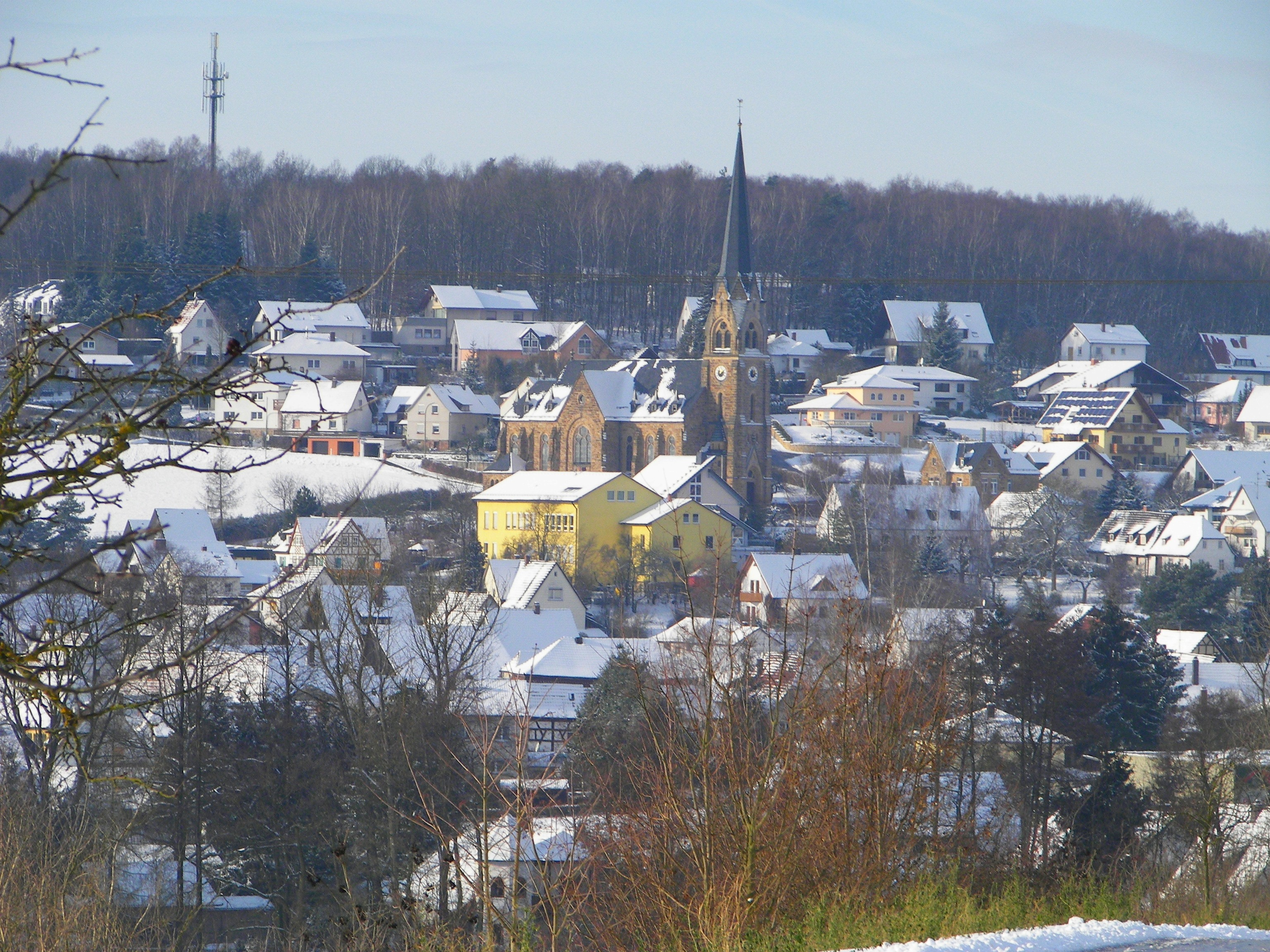
District of Schwürbitz với nhà thờ Herz-Jesu
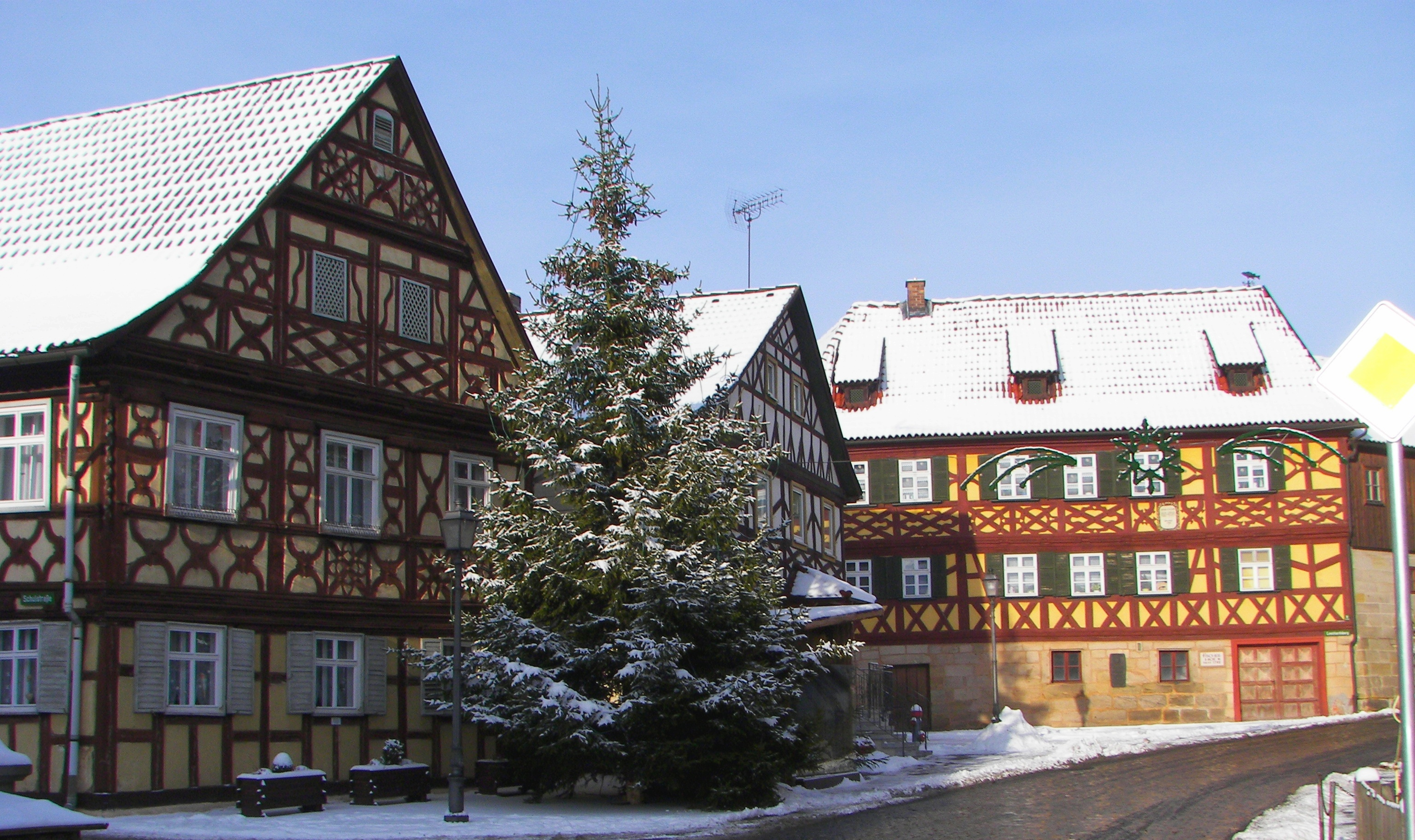
Fischerhof
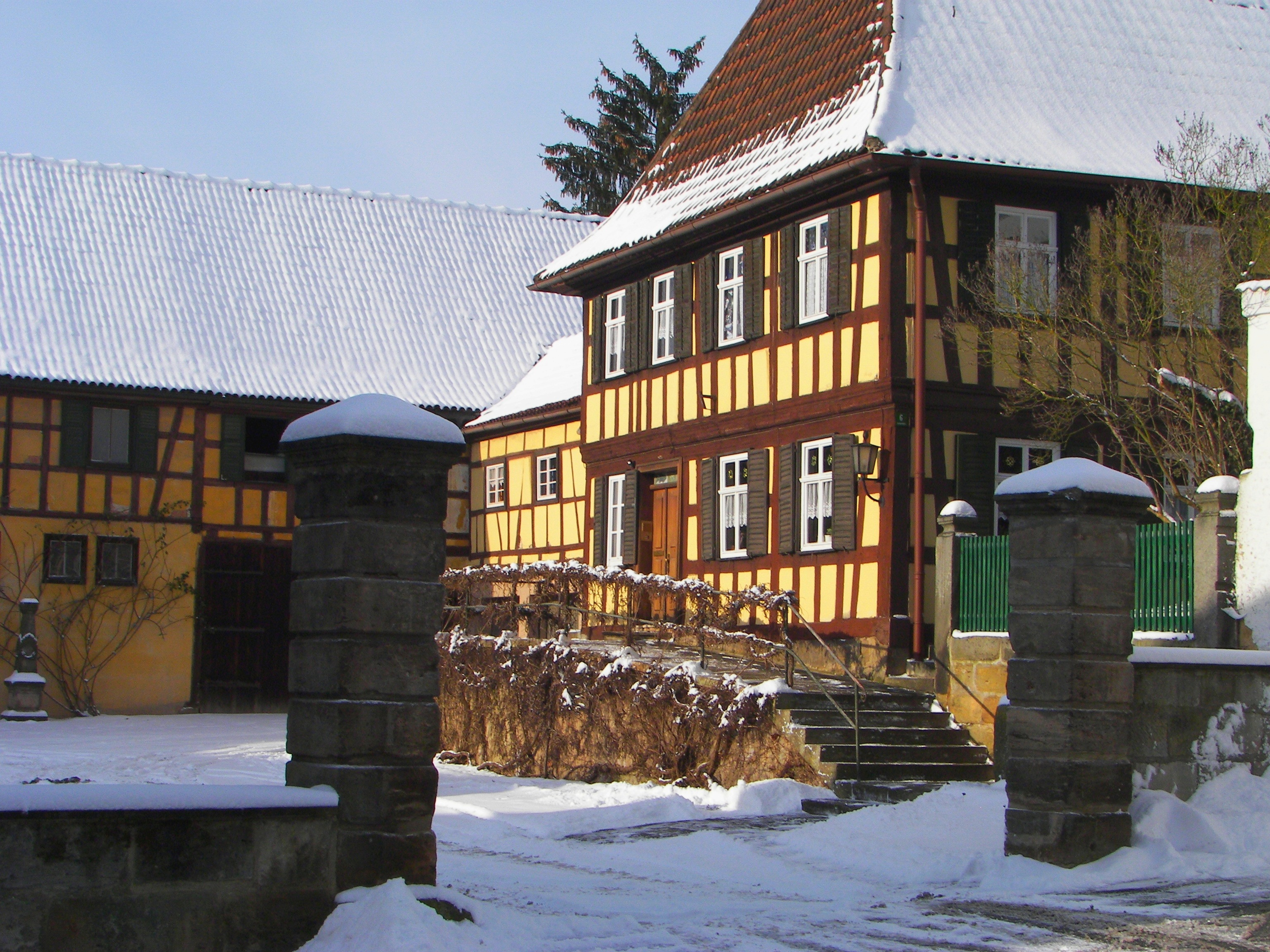
Fischerhof